# Jeremy Lipking
Jeremy Lipking (Santa Mônica, 2 de novembro de 1975)  é um pintor realista americano.
Lipking foi inspirado na tradição figurativa dos pintores europeus do século XIX. Ele foi educado no California Art Institute. Os trabalhos de Lipking incluem paisagens, naturezas-mortas e figuras humanas.
Sua pintura, The Lonely Maiden, foi criada especificamente para o filme The Maiden Heist e desempenha um papel importante na trama.

## Prêmios
Jeremy Lipking recebeu os seguintes prêmios: 
- 2014 : Vencedor do Prix de West, por sua pintura a óleo sobre linho, Silence and Sagebrush.[3]
- 2014 : Vencedor do Art Renewal Center Salon.[4]
- 2007 : "Primeiro Lugar" Concurso Internacional de Retratos da Society of America, Washington DC[5]
- 2001 : Medalha de Ouro e Prêmio do Diretor do Museu na 91ª Exposição Anual Jurada em Medalha de Ouro do California Art Club, por Shady Grove.[1]